# Barbara Garstka
Barbara Garstka-Puciaty (ur. 25 listopada 1988 w Bielsku-Białej) – polska aktorka teatralna i filmowa, skrzypaczka oraz wokalistka.

## Życiorys
Jest absolwentką Państwowej Ogólnokształcącej Szkoły Muzycznej I i II stopnia im. Stanisława Moniuszki w Bielsku-Białej. W 2013 roku ukończyła studia na Wydziale Aktorskim Akademii Sztuk Teatralnych im. Stanisława Wyspiańskiego w Krakowie w specjalności wokalno-aktorskiej.
W latach 2021–2023 w serialu TVN 7 Papiery na szczęście odgrywała jedną z głównych ról – Beaty Zakrzewskiej.

### Życie prywatne
14 czerwca 2025 roku zawarła związek małżeński z aktorem Karolem Puciatym.

## Filmografia
| Rok       | Tytuł                            | Rola                            | Uwagi    |
| --------- | -------------------------------- | ------------------------------- | -------- |
| 2011      | Przepis na życie                 | kelnerka                        | odc. 1   |
| 2012      | Przyjaciółki                     | opiekunka Hani                  | odc. 5   |
| 2012      | Ostatnie piętro                  | Ania Derczyńska                 |          |
| 2016      | Zaćma                            | zakonnica informatorka          |          |
| 2016      | O mnie się nie martw             | Monika                          | odc. 59  |
| 2016      | Szkoła uwodzenia Czesława M.     | Paulinka                        |          |
| 2017      | Na dobre i na złe                | Basia                           | odc. 666 |
| 2017      | Listy do M. 3                    | śnieżynka Jolka                 |          |
| 2018      | Ojciec Mateusz                   | kobieta w ratuszu               | odc. 240 |
| 2018      | Ojciec Mateusz                   | Ania Surmacz                    | odc. 244 |
| 2018      | Trzecia połowa                   | Angela                          |          |
| 2018      | Chyłka. Zaginięcie               | rejestratorka w szpitalu        | odc. 4   |
| 2019      | W rytmie serca                   | Kalina Makowska                 |          |
| 2019      | Mowa ptaków                      | zakonnica w domu opieki         |          |
| 2019      | Piłsudski                        | Estera Golde-Stróżecka          |          |
| 2019      | Całe szczęście                   | dziennikarka w filharmonii      |          |
| 2020      | Komisarz Alex                    | Maria Stankiewicz               | odc. 185 |
| 2020      | Osiecka                          | Elżbieta Czyżewska              |          |
| 2020      | Wszyscy moi przyjaciele nie żyją | Pinky                           |          |
| 2021      | Ojciec Mateusz                   | młoda matka                     | odc. 329 |
| 2021      | Teściowie                        | druhna                          |          |
| 2021      | Mecenas Porada                   | Marzena                         | odc. 1   |
| 2021–2023 | Papiery na szczęście             | Beata Zakrzewska                |          |
| 2022      | Zołza                            | dziennikarka                    |          |
| 2024      | Zgon przed weselem               | Hanka                           |          |
| 2024      | Sami swoi. Początek              | Hela Pawlak, siostra Kazimierza |          |